# Arcis-le-Ponsart
Arcis-le-Ponsart ist eine französische Gemeinde mit 287 Einwohnern (Stand: 1. Januar 2022) im Département Marne in der Region Grand Est (vor 2016 Champagne-Ardenne). Die Gemeinde gehört zum Arrondissement Reims und zum Kanton Fismes-Montagne de Reims. 

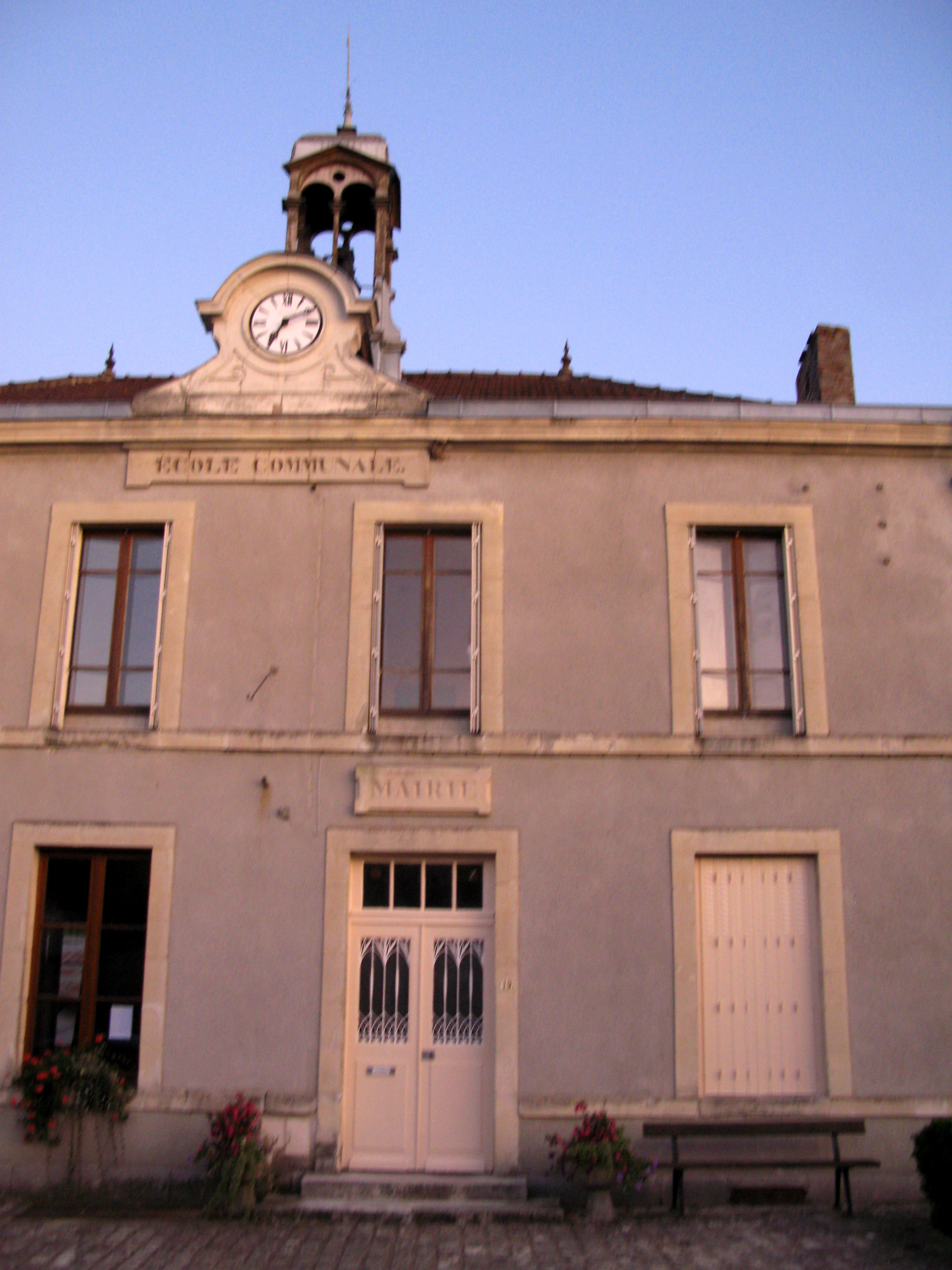
Rathaus (Mairie) von Arcis-le-Ponsart

## Geographie
Arcis-le-Ponsart liegt etwa 34 Kilometer westlich des Stadtzentrums von Reims. Umgeben wird Arcis-le-Ponsart von den Nachbargemeinden Mont-sur-Courville im Norden, Courville im Norden und Nordosten, Crugny im Osten und Nordosten, Brouillet im Osten, Lagery im Südosten, Vézilly im Süden, Coulonges-Cohan im Südwesten sowie Dravegny im Westen.

## Bevölkerungsentwicklung
| Jahr                       | 1962 | 1968 | 1975 | 1982 | 1990 | 1999 | 2006 | 2018 |
| Einwohner                  | 341  | 301  | 247  | 231  | 243  | 261  | 268  | 306  |
| Quellen: Cassini und INSEE |      |      |      |      |      |      |      |      |

## Sehenswürdigkeiten
- Kirche Notre-Dame aus dem 12. Jahrhundert
- Kloster Igny, 1128 gegründet, 1790 aufgelöst, seit 1929 wieder errichtet
- Schloss Arcis-le-Ponsart, nach 1712, mit Resten des mittelalterlichen Vorgängerbaus

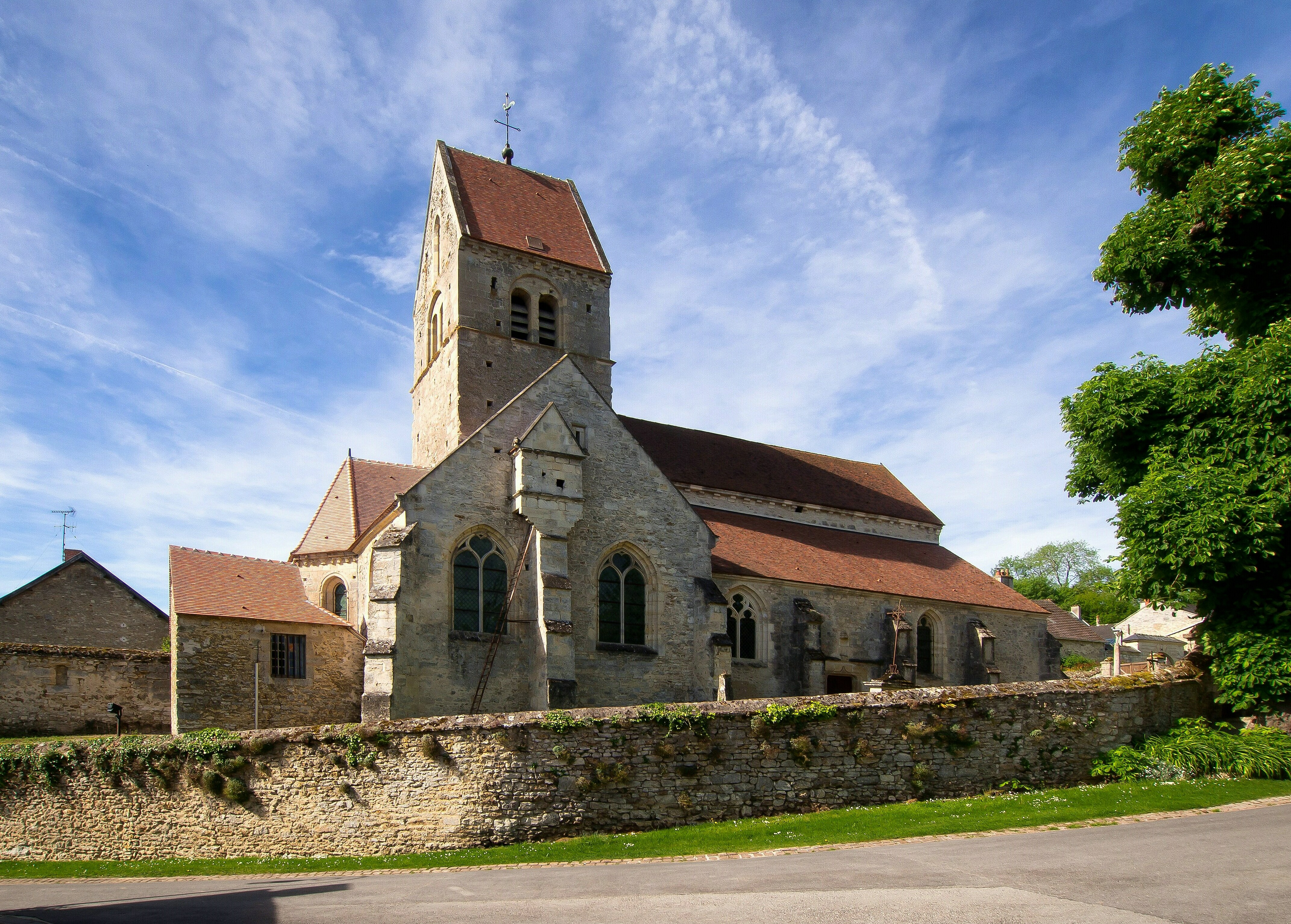
Kirche Notre-Dame
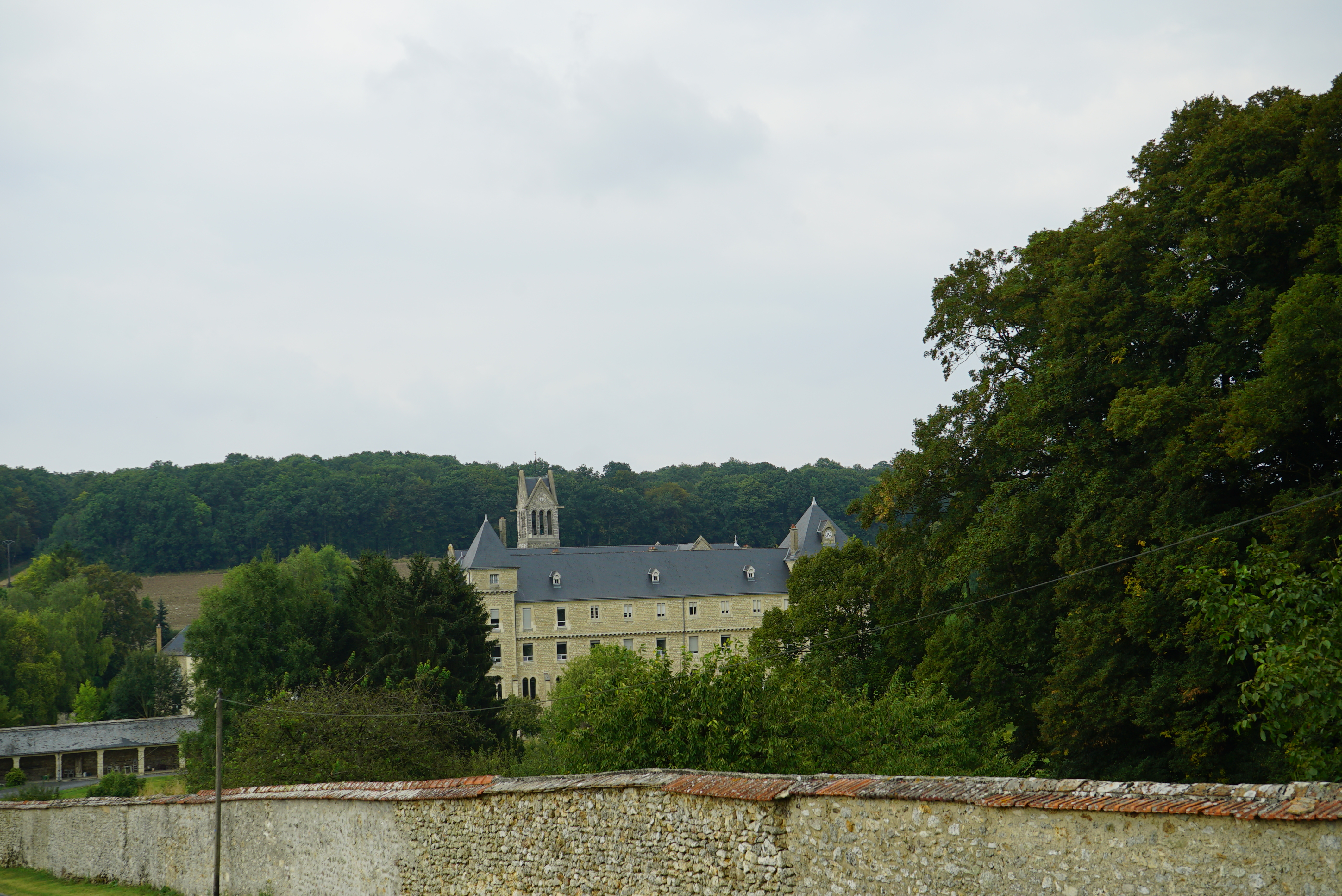
Kloster Igny